# Севастопольські оповідання

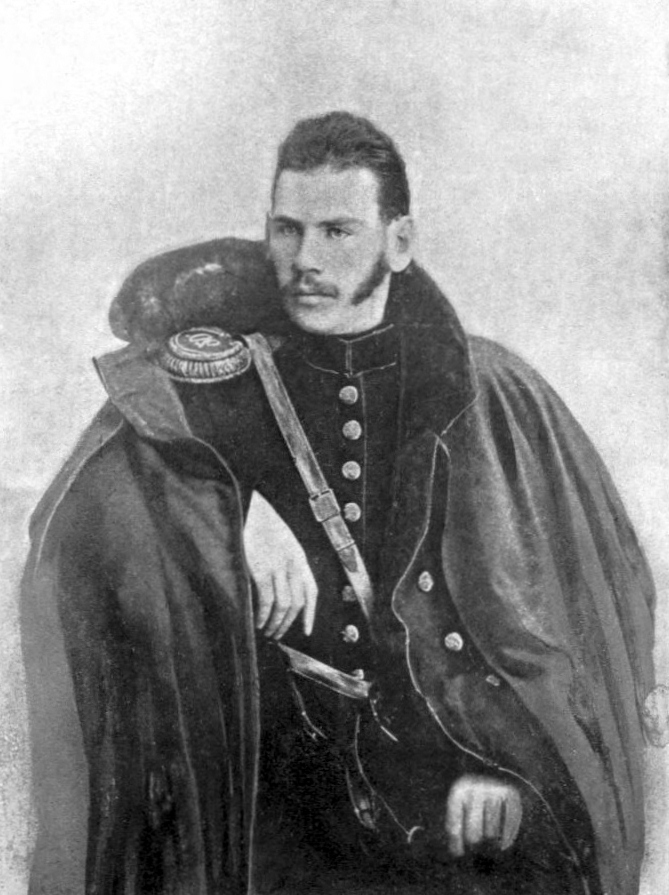
Толстой у формі, 1854 рік

«Севастопольські оповідання» — цикл з трьох оповідань, написаних Львом Толстим і опублікованих в 1855 році. Оповідання описують  оборону Севастополя в часи Кримської війни 1853 - 1856 років. Толстой пише про героїзм захисників міста, але й про нелюдську безглуздість війни.

## Передісторія і короткий опис
Вперше відомий письменник перебував у діючій армії та з її лав негайно повідомляв читачим про події, що відбувалися на його очах. Таким чином, можна стверджувати, що Лев Миколайович був першим російським військовим кореспондентом.
Достовірність і точність зображення життя обложеного міста були забезпечені не тільки письменницькою майстерністю автора, але насамперед тим, що Толстой з листопада 1854 по серпень 1855 знаходився в Севастополі і його околицях, чергував протягом півтора місяців на батареї на Четвертому бастіоні під артилерійськими обстрілами (в тому числі під час другої посиленою бомбардування 28 березня (9 квітня)), брав участь у битві на Чорній річці і в боях під час останнього штурму міста.
Севастопольські оповідання — це не масштабна картина всього перебігу війни, а скоріше замальовки, окремі епізоди, які на думку Толстого. мають передати суть цих подій. Ключовий мотив севастопольських оповідань — протиприродність і божевілля війни. Толстой використовує прийом контрасту, різко зіштовхуючи світ живих і прекрасну природу зі світом мертвих — жертв війни. Наприклад, розповідає про дитину, що збирає польові квіти між трупами, що розкладаються, й зачіпає ногою витягнуту руку безголового мерця.

## Оповідання

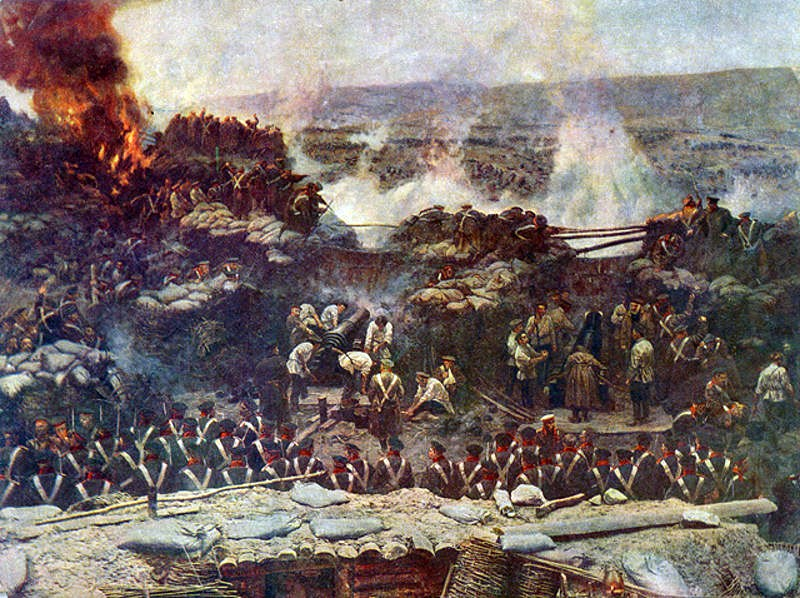
Малахів курган під час штурму

### Севастополь у грудні місяці
У першій частині Толстой веде оповідь від другої особи (на це вказує вживання займенника «Ви»). Огляд міста, можливо, був написаний за враженнями від перебування Толстого в Севастополі в листопаді 1854 року. По приїзді оповідач приймає вас; у першій частині, Севастополь в грудні місяці, читачеві показується тимчасова лікарня. Тут розташовано багато поранених солдатів, деякі з ампутованими кінцівками, «одні на ліжках, але здебільшого на підлозі». У шпиталі читач розмовляє з пораненими, відчуває страждання і муки війни. Потім він відвідує місце, де офіцери і солдати на обіді слухають фантастичні історії про четвертий бастіон, тож після цього виникає необхідність відвідати бастіон. Толстой приводить читача до четвертого бастіону, де читач заводить бесіду з командиром за декілька метрів від позицій противника. Будучи переконаним в силі міста, солдат сповнений патріотичних почуттів і усвідомлює свою волю до боротьби; він змушує читача повернутися в місто. Оповідання Севастополь в грудні місяці виступає зачином для наступних оповідань Севастополь в травні та Севастополь у серпні 1855 року.

### Севастополь у травні
Друге оповідання тематизує безглуздість і марнославство війни. У оповіданні досліджується психологія війни і оманливість ніби-то гуманного перемир'я (оскільки країни постійно воюють одна з одною, незважаючи на минулі перемир'я). Толстой робить висновок, що у його оповіданні повинен бути тільки один герой — істина.

### Севастополь у серпні 1855 року
У третьому оповіданні йдеться про долю новобранця Володі. Толстой змальовує недосвіченість, патріотизм, оптимізм, молодість Володі, який зголосився добровольцем у Севастополь, тоді як старі бійці не розуміють, як можна було покинути мир заради цієї війни. Потрібен офіцер на Малахів курган і Володя погоджується піти туди, врешті під час французької атаки він гине. Опис цієї смерті перегукується з епізодом з «Війни і миру», коли гине так само недосвічений молодший брат Наташі Ростової Пєтя. Толстой насамперед хоче передати ілюзорність патріотичних уявлень на тлі жорстокої й безглуздої смерті, яку несе війна.

## Антивоєнний пафос твору
Лев Толстой у «Севастопольських оповіданнях», чи не вперше в російській літературі, з яскравою пристрастю змалював нелюдськість і жорстокість будь-якої війни:
|  | Мені часто спадала дивна думка: що, коли б одна воююча сторона запропонувала іншій - вислати з кожної армії по одному солдату? Бажання могло б здатися дивним, але чому не виконати його? Потім вислати іншого, з кожного боку, потім третього, четвертого і т. д., до тих пір, поки залишилося б по одному солдату в кожній армії (припускаючи, що армії рівносильні і що кількість завжди заступалася б якістю). І тоді, якщо вже дійсно складні політичні питання між розумними представниками розумних створінь повинні вирішуватися бійкою, нехай би побилися ці два солдати - один облягав місто, інший би захищав його. Це міркування видається тільки парадоксом, але воно вірно. Дійсно, яка різниця між одним росіянином, що воює проти одного представника союзників, і між вісімдесятьма тисячами, що воюють проти вісімдесяти тисяч? Чому не сто тридцять п'ять тисяч проти ста тридцяти п'яти тисяч? Чому не двадцять тисяч проти двадцяти тисяч? Чому не двадцять проти двадцяти? Чому не один проти одного? Ніяк одне не логічніше іншого. Останнє, навпаки, набагато логічніше, тому що людяніше. Одне з двох: або війна є божевілля, або коли люди роблять це божевілля, то вони зовсім не розумні створення, як у нас чомусь прийнято думати. |

Мне часто приходила странная мысль: что, ежели бы одна воюющая сторона предложила другой - выслать из каждой армии по одному солдату? Желание могло бы показаться странным, но отчего не исполнить его? Потом выслать другого, с каждой стороны, потом третьего, четвертого и т.д., до тех пор, пока осталось бы по одному солдату в каждой армии (предполагая, что армии равносильны и что количество было бы заменяемо качеством). И тогда, ежели уже действительно сложные политические вопросы между разумными представителями разумных созданий должны решаться дракой, пускай бы подрались эти два солдата - один бы осаждал город, другой бы защищал его. Это рассуждение кажется только парадоксом, но оно верно. Действительно, какая была бы разница между одним русским, воюющим против одного представителя союзников, и между восемьюдесятью тысячами воюющих против восьмидесяти тысяч? Отчего не сто тридцать пять тысяч против ста тридцати пяти тысяч? Отчего не двадцать тысяч против двадцати тысяч? Отчего не двадцать против двадцати? Отчего не один против одного? Никак одно не логичнее другого. Последнее, напротив, гораздо логичнее, потому что человечнее. Одно из двух: или война есть сумасшествие, или ежели люди делают это сумасшествие, то они совсем не разумные создания, как у нас почему-то принято думать.
|  | Сотні свіжих закривавлених тіл людей, за дві години тому повних різноманітних, високих і дрібних надій і бажань, з задубілими членами, лежали на росяній квітучій долині, що відокремлює бастіон від траншеї, і на рівній підлозі каплиці Мертвих у Севастополі; сотні людей - з прокльонами і молитвами на пересохлих устах - повзали, ворочались і стогнали, - одні між трупами на квітучій долині, інші на носилках, на ліжках і на закривавленій підлозі перев'язувального пункту; а все так само, як і в попередні дні, спалахнула зірниця над Сапун-горою, зблідли мерехтливі зірки, потягнув білий туман з шумливого темного моря, засвітилася червона зоря на сході, розбіглися багряні довгі хмаринки по світло-блакитному горизонту, і все так само, як і в попередні дні, обіцяючи радість, любов і щастя всьому ожилому світу, випливло могутнє, прекрасне світило. (...) Так, на бастіоні і на траншеї виставлені білі прапори, квітуча долина наповнена смердючими тілами, прекрасне сонце спускається до синього моря, і синє море, коливаючись, блищить на золотих променях сонця. Тисячі людей товпляться, дивляться, кажуть і посміхаються один одному. І ці люди - християни, які сповідують один великий закон любові і самовідданості, дивлячись на те, що вони зробили, з каяттям не впадуть на коліна перед Тим, хто дав їм життя, вклав в душу кожного, разом зі страхом смерті, любов до добра і прекрасного, і зі сльозами радості і щастя не обіймуться, як брати? Ні! Білі ганчірки заховані - і знову свистять знаряддя смерті і страждань, знову ллється невинна кров і чуються стогони і прокльони. |

## Українські переклади і видання
«Севастопольські оповідання» та інші твори Л. Толстого переклав українською відомий етнограф та письменник Володимир Герасимович (1870—1940). Перше українське видання вийшло в 1902 році у Львові.
Україномовні видання:
- Толстой Л. М. Севастопольські оповідання, пер. В. Герасимовича. — Львів: Літературно-наукова бібліотека, т. 112/113, 1902 (перевидання — 1905)
- Толстой Л. М. Севастопольські оповідання. — Вінніпег, накладом Української книгарні, 1921.
- Толстой Л. М. Севастопольські оповідання. — Київ: Дніпро, 1981.

Севастопольські оповідання часто перевидавалися українськими видавництвами і російською мовою. Одне з останніх видань:
- Толстой Лев Николаевич. Севастопольские рассказы / Лев Толстой. — Донецьк : БАО, 2007. — 414 с. — ISBN 978-966-338-852-6.

## Українські ілюстрації
У 1982 році ілюстрації до твору Льва Толстого «Севастопольські оповідання» виконав український художник Якутович Сергій Георгійович.